# Kōji Kinutani

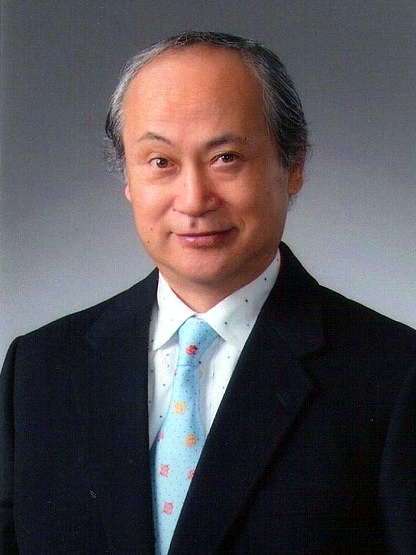
Kōji Kinutani

Kōji Kinutani (japanisch 絹谷 幸二 Kinutani Kōji; geboren 24. Januar 1943 in Nara; † 1. August 2025 in Tokio) war ein japanischer Maler der Yōga-Richtung.

## Leben und Wirken
Kōji Kinutani wurde 1943 in Nara geboren. Er studierte Malerei an der Universität der Künste Tokio. 1966 konnte er ein  Bild auf der Ausstellungsreihe des Künstlerverbandes „Dokuritsu bijutsu Kyōkai“ (独立美術協会) ausstellen, für das er dann mit dem Preis der Gesellschaft ausgezeichnet wurde. Er wurde dann auch Mitglied. Er bildete sich an der Accademia di belle arti di Venezia weiter, um klassische und zeitgenössische Freskentechniken zu beherrschen. Nach seiner Rückkehr nach Japan wurde er 1974 mit seinem Bild, „Porträt des Herrn Anselmo“ (アンセルモ氏の肖像, Anserumo-shi no shōzō) der jüngste Gewinner des „Yasui-Preises“ (安井賞), einem Prüfstein für junge japanische Maler. Seitdem wurden seine Arbeiten mit anderen wichtigen Preisen wie dem „Nihon Geijutsu Taishō“ (日本芸術大賞), 1988 dem Mainichi-Kunstpreis ausgezeichnet. 1994 wurde er Professor an seiner Alma Mater. 1998 entwarf er 1998 das offizielle Poster der Olympischen Winterspiele 1998 in Nagano, das einen westlichen Mädchenkopf zeigt. 2008 installierte er „Kunst für die Öffentlichkeit“ an den Wänden des Bahnhofs Shibuya.
Kinutani schuf durch eine reiche Vielfalt von Techniken kraftvolle Werke. Zum Ende seine Wirkens beschäftigte er sich mit zeitgenössischer konkreter Malerei, wobei seine Werke eine Synthese aus Surrealismus und abstraktem Expressionismus zeigen.
2001 erhielt Kinutani den Preis der Akademie der Künste für sein Bild „Sōkyū mutan“ (蒼穹夢譚) – etwa „Blauer Himmel – Traumgeschichte“ und wurde dort als Mitglied aufgenommen. Er wirkte als Geschäftsführer des Verbandes der Künstlervereinigungen Japans (日本美術家連盟, Nihon bijutsuka remmei). 2010 wurde er als Meiyo Kyōju verabschiedet und übernahm eine Professur an der „Osaka University of Arts“ (大阪芸術大学, Ōsaka geijutsu daigaku). 2014 wurde er für seine innovativen Beiträge zur japanischen Kultur und Gesellschaft als „Person mit besonderen kulturellen Verdiensten“ geehrt. 2021 wurde er mit dem Kulturorden ausgezeichnet.
Kinutani starb am 1. August 2025 im Alter von 82 Jahren in Tokio.